# Sé Carro
Sé Carro är en bergstopp i Schweiz. Den ligger i distriktet Saint-Maurice och kantonen Valais, i den sydvästra delen av landet, 90 km söder om huvudstaden Bern. Toppen på Sé Carro är 2 092 meter över havet.